# Eilema formosa
Eilema formosa är en fjärilsart som beskrevs av De Toulgoët 1971. Eilema formosa ingår i släktet Eilema och familjen björnspinnare. Inga underarter finns listade i Catalogue of Life.